# Kuala Maras
Kuala Maras is een bestuurslaag in het regentschap Kepulauan Anambas van de provincie Riau-archipel, Indonesië. Kuala Maras telt 739 inwoners (volkstelling 2010).